# Yuck
Yuck est un groupe de rock indépendant britannique, originaire de Londres, en Angleterre. Certains critiques ont rapproché la musique du groupe de celle d'artistes tels que Teenage Fanclub, Pavement ou Sonic Youth.

## Biographie
Le groupe se forme à Londres en 2009 autour de deux amis d'enfances le chanteur Daniel Blumberg et le guitariste Max Bloom, tous deux anciens membres du groupe Cajun Dance Party, accompagnés par la bassiste japonaise Mariko Doi et le batteur américain Jonny Rogoff. Un premier album Yuck est publié par le Label Fat Possum Records en 2011. Le groupe annonce le départ du chanteur et guitariste Daniel Blumberg en 2013 peu avant la sortie d'un deuxième album baptisé Glow & Behold. 
En 2014, le groupe publie par ses propres moyens un EP baptisé Southern Skies.
Le 8 juillet 2015, Yuck sort son premier single depuis la sortie de l'EP Hold Me Closer. Le 12 janvier 2016, le groupe sort le single Hearts in Motion issu de leur troisième album, Stranger Things, sorti le 26 février 2016.
Le 15 février 2021, le groupe annonce officiellement sa séparation via les réseaux sociaux.